# Ривьер, Жюль Арну де
Жюль Арну де Ривьер (фр. Jules Arnous de Rivière; 4 мая 1830, Нант — 11 сентября 1905, Париж) — французский шахматист и шахматный журналист и функционер.

## Биография
В 1858 году в Париже встретился с Полом Морфи. Сыграл с ним в кафе де ля Режанс множество партий. В последующие годы он выиграл серию матчей: в 1860 году в Лондоне 5 : 2 против Томаса Барнса, в том же году в Париже 7 : 1 против Поля Журну, в 1867 году в Париже 2 : 0 против Иоганна Лёвенталя. В 1883 году в Париже проиграл Михаилу Чигорину со счётом 4 : 5. В 1867 году в Париже во время проведения Всемирной выставки был организован круговой турнир с участием 13 известных шахматистов. На этом турнире де Ривьеру удалось занять шестое место.
Был организатором и главой Французской шахматной ассоциации, организатором международных турниров в Монте-Карло
Ещё до Эмануила Ласкера утверждал, что по игре можно определить характер и темперамент шахматиста и что «личность сказывается в стиле игры». Однако это брошенное вскользь замечание не было обосновано и прошло незамеченным.
От дочери Арну-Ривьера происходит (в 4-м поколении) британский премьер-министр Борис Джонсон.

## Книги
- Nouveau manuel illustré du jeu des échecs, Париж, 1861[4]